# Niwiski
Niwiski dawniej też Niwiska – wieś w Polsce położona w województwie mazowieckim, w powiecie siedleckim, w gminie Mokobody. 
Na terenie wsi utworzono dwa sołectwa Niwiski I i Niwiski II.

## Położenie
Wieś położona nad rzeką Liwiec, na skrzyżowaniu dróg gminnych z miejscowości Ziomaki, Kisielany-Żmichy, Chodów, Wyłazy i Nowe Opole.

## Historia
Wieś wzmiankowana w XV w. Do 1954 roku istniała gmina Niwiski. W latach 1954–1972 wieś należała i była siedzibą władz gromady Niwiski. W latach 1975–1998 miejscowość administracyjnie należała do województwa siedleckiego.
Kazimierz Ossoliński po tragicznej śmierci w 1786 w młodzieńczych latach swojego syna Franciszka Felicjana, wystawił w należącej do syna wsi Niwiski kościół parafialny. 

## Obiekty publiczne
- Dwór z II poł. XVIII w. przebudowany na przełomie XIX i XX w. w stylu klasycystycznym. Dwie późnobarokowe oficyny i paradna brama z II poł. XVIII w[8].
- Szkoła Podstawowa im. Władysława Reymonta,
- biblioteka publiczna,
- ochotnicza straż pożarna założona w 1918 roku[9].
- kościół pod wezwaniem Wniebowzięcia Najświętszej Maryi Panny,
- ośrodek zdrowia z punktem aptecznym,
- internetowe centrum edukacyjno-oświatowe.

## Ludzie związani z miejscowością
W Niwiskach urodził się Józef Budek - żołnierz Batalionów Chłopskich, komendant obwodu Siedlce tej organizacji.